# Ammonitella yatesii
Ammonitella yatesii är en snäckart som först beskrevs av James Graham Cooper 1968.  Ammonitella yatesii ingår i släktet Ammonitella och familjen Megomphicidae. IUCN kategoriserar arten globalt som sårbar. Inga underarter finns listade i Catalogue of Life.